# كنيسة قريس
كنيسة قريس (بالفارسية: کلیسای قریس) هي كنيسة تاريخية تعود إلى عصر القاجاريين، وتقع في مقاطعة خوي.